# خانه اندیشمندان علوم انسانی
خانهٔ اندیشمندانِ علومِ انسانی یک مرکز مستقل علمی است که پیشرو در زمینه برگزاری نشست‌های علمی و برگزاری گرامیداشت برای استادان رشته‌های علوم انسانی است.

## معرفی
خانه اندیشمندان علوم انسانی در راستای بومی‌سازی علوم انسانی و ایجاد فضایی پویا و صمیمی در بین استادان و صاحب نظران علوم انسانی، ارتباط مستمر و پویا بین دانشگاهیان، اعضای انجمن‌ها و تشکل‌های علمی - تحقیقاتی داخل و خارج از کشور، بومی‌سازی و انتشار تجربیات برتر در حوزه‌های مختلف علوم انسانی در سال ۱۳۹۰ تشکیل و راه‌اندازی شد.

## اهداف
ایجاد فضایی مناسب برای تبادل اندیشه و گفت و گو میان نخبگان و اندیشمندان حوزه‌های مختلف علوم انسانی
فراهم آوردن محیطی پویا و دانش محور جهت تقویت فعالیت‌های گروهی و بین رشته‌ای در حوزه‌های مختلف علوم انسانی
ارتباط مستمر و پویا بین دانشگاهیان، اعضای انجمن‌ها و تشکل‌های علمی تحقیقاتی داخل و خارج از کشور
شناسایی، بومی‌سازی و انتشار دانش و تجربیات برتر حوزه‌های مختلف علوم انسانی داخل و خارج از کشور

## فعالیت‌ها
از نظر سازمانی خانه اندیشمندان علوم انسانی یک مؤسسۀ فرهنگی است که توسط هیأت مدیرۀ مستقل اداره می شود. ساختار اداری خانه نیز توسط مدیرعامل منتخب اداره می شود. خانه اندیشمندان علوم انسانی با انجمن های علمی(تقریباً همه)، نهادهای دولتی، انجمن ها و نهادهای مردم نهاد، دانشگاه ها و مراکز آموزشی و پژوهشی، وزارتخانه ها، شهرداری تهران و سایر سازمان ها و نهادهایی که به نحوی در حوزۀ علوم انسانی فعالیت می کنند، ارتباط و همکاری دارد. علاوه بر این خانه دارای گروه های علمی در رشته های مختلف علوم انسانی است که بخش مهمی از برنامه های اصلی خانه توسط این گروه ها طراحی و با همکاری دانشگاه ها، انجمن ها و نهادهای علمی اجرا می شوند. در حال حاضر 14 گروه علمی با مشارکت اعضای هیئت علمی دانشگاه ها در خانه فعال هستند.
گروه‌ های فعال در خانه عبارتند از: زبان و ادبیات فارسی، الهیات و معارف اسلامی و علوم قرآنی، تاریخ و باستان شناسی، فلسفه، زبان و ادبیات عربی، جغرافیا، مدیریت، اقتصاد، علوم اجتماعی، حقوق، علوم سیاسی و روابط بین الملل، روان شناسی، علوم تربیتی، زبان های خارجی.

## پلمپ
سه شنبه(۱۳ تیرماه) تعدادی از نیروهای شهرداری، زیر مجموعه معاونت اجتماعی و فرهنگی شهرداری، در مؤسسه فرهنگی خانه اندیشمندان علوم انسانی حاضر شده و از اعضا و مدیران مؤسسه خواستند وسایل خود را جمع کرده و ساختمان را تحویل شهرداری دهند. ادامه حضور نیروهای شهرداری، مدیران مجموعه حتی شب را در ساختمان سپری کردند و صبح متوجه شدند، قفل درها عوض شده‌است. نیروهای شهردای (۱۴ تیر ۱۴۰۲، ساعت ۱۵) نیز در داخل مجموعه حضور داشتند.

### واکنش‌ها
در خصوص تخلیه و پلمب خانه اندیشمندان علوم انسانی، واکنش‌های مختلفی از هر دو طیف ایجاد شد. در این خصوص شهرداری گفته: «خانه اندیشمندان علوم انسانی در اختیار طیف خاصی بود» خبرگزاری تسنیم هم پلمب خانه اندیشمندان علوم انسانی از سوی شهرداری را یک ادعای کذب خواند. خبرگزاری فارس هم در این باره نوشت: «درحالی که خانه اندیشمندان علوم انسانی پلمب نشده، عده‌ای با دروغ‌پردازی سعی کردند تا موضوع را سیاسی کنند و بر عملکرد خود سرپوش بگذارند.»
در سوی دیگر اندیشمندان علوم انسانی نسبت به این رفتار شهرداری واکنش متفاوت تری داشتند. از جمله آن‌ها می‌توان به مصطفی ملکیان میزجلال الدین کزازی ژاله آموزگار محمد درویش زاده عباس عبدی محسن رنانی، محمد بهشتی، ناصر امانی اشاره کرد.